# Leo (personage)
Leo is een strippersonage uit de stripreeks Soeperman. Leo is een onfortuinlijke egel. Na een echtelijke ruzie wordt hij wegens zijn alcoholisme aan de deur gezet door zijn echtgenote, waarop hij een zelfmoordpoging onderneemt door zich voor een auto te werpen. Het blijkt Klark Klonts wagen te zijn. Die valt net stil voor hij Leo zou raken. Leo is allerminst gelukkig met deze afloop en na Klont tegen de schenen te hebben geschopt, onderneemt hij een tweede poging. Klont, in zijn gedaante van Soeperman verijdelt dit. Leo staakt zijn zelfmoordpogingen, trekt bij Soeperman in en wordt zijn trouwe metgezel.